# Lee Aaron
Lee Aaron, född 21 juli 1962 i Belleville, Ontario, är en kanadensisk rock- och jazzsångerska. Hon är känd för hårdrockslåtar från 1980- och 90-talet, som "Metal Queen", "Watcha Do to My Body" och "Some Girls Do".

## Biografi
Lee Aaron föddes i Ontario, och när hon var runt 5 år började hon sjunga i olika skolmusikaler. När hon var 15 år gick hon med i sitt första band, där hon spelade saxofon, keyboard och sjöng. 1982 kom hennes debutalbum, The Lee Aaron Project. Två år senare släpptes albumet Metal Queen. Under inspelningen av albumet gick gitarristen John Albani med i hennes grupp, och de två blev ett starkt låtskrivarpar som höll ihop i 11 år. Hon fick störst kommersiell framgång med albumet Bodyrock 1989. Aaron släppte några album under sitt eget skivbolag, Hip Chick Music, innan hon började testa jazz och blues 1997. Lee Aaron framför numera båda jazz och rock, och  efter 30 år i musikbranschen gjorde hon sitt första uppträdande i Sverige vid 2011 års upplaga av Sweden Rock Festival.

## Diskografi
- 1982 – The Lee Aaron Project
- 1984 – Metal Queen
- 1985 – Call of the Wild
- 1987 – Lee Aaron
- 1989 – Bodyrock
- 1991 – Some Girls Do
- 1992 – Powerline – The Best of Lee Aaron
- 1994 – Emotional Rain
- 1996 – 2preciious
- 2000 – Slick Chick
- 2004 – Beautiful Things
- 2008 – Rarities, Studio & Live: 1981–2008
- 2012 – Live in Sweden (DVD)